# Park Kępa Potocka w Warszawie
Park Kępa Potocka – park znajdujący się w warszawskich dzielnicach Żoliborz i Bielany.

## Opis

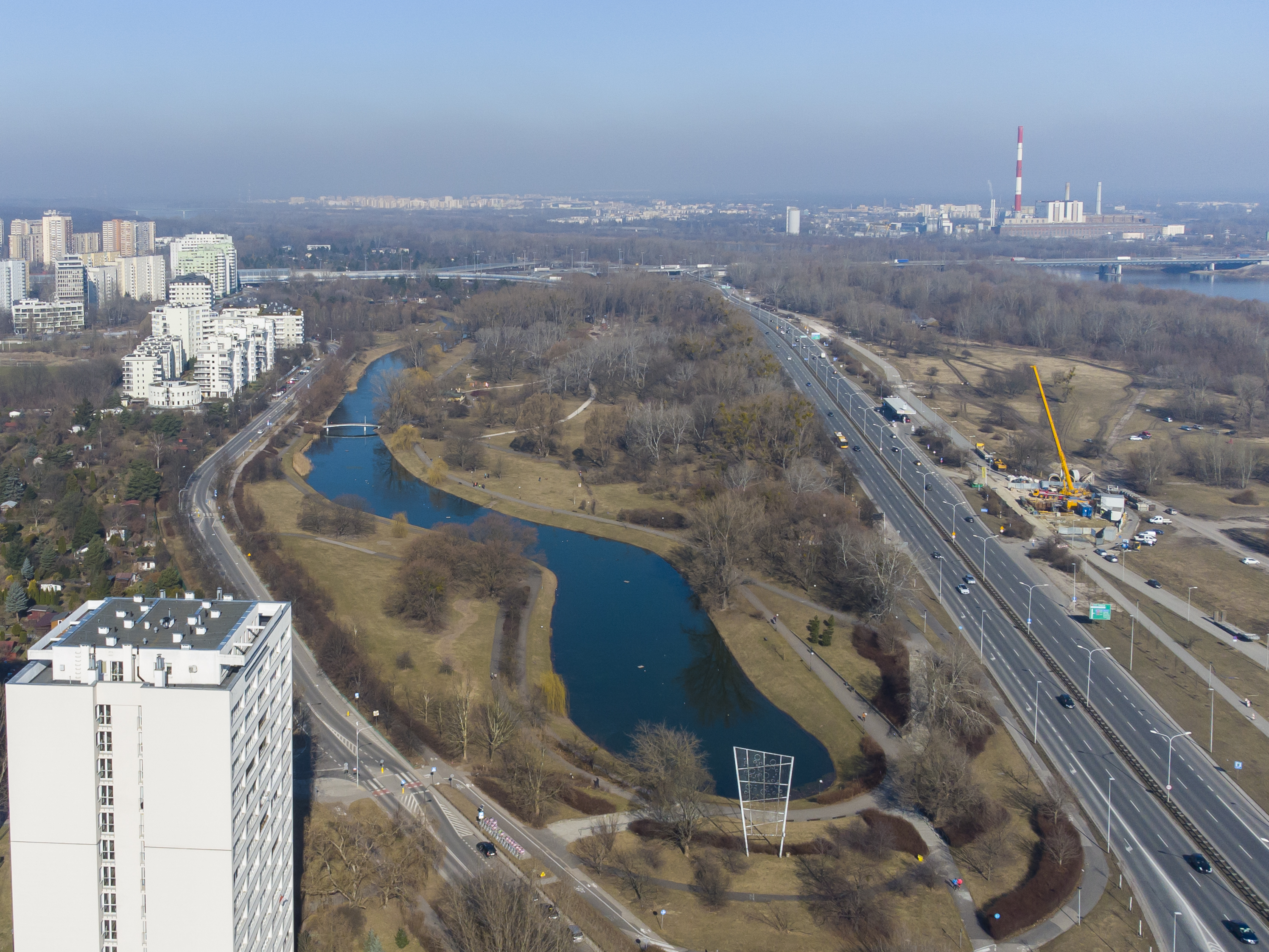
Park widziany z lotu ptaka od strony południowej

Nazwa pochodzi od licznych płynących kiedyś na tym terenie potoków.
Park został założony w 1961 roku nad Wisłą, wzdłuż ul. Gwiaździstej. Projektantami założenia byli Karol Kozłowski i Elżbieta Jankowska. Przy urządzaniu parku w czynie społecznym pracowali mieszkańcy Warszawy.
Centralnym elementem parku jest starorzecze Wisły – Łacha Potocka, nazywane przez okolicznych mieszkańców „kanałkiem”. Dookoła niego wytyczono alejki dla pieszych, ustawiono ławki i utworzono ścieżki rowerowe. W pobliżu „kanałku” znajduje się też niewielki pawilon z punktem gastronomicznym, a także plac zabaw dla dzieci. Na południowym krańcu parku znajduje się odsłonięty w 2009 roku neon „Światłotrysk” projektu Maurycego Gomulickiego.
Park wraz z Łachą Kępa Potocka położony jest na terenie Warszawskiego Obszaru Chronionego Krajobrazu (Dz. Urz. Woj. Maz. Nr 185/30.10.2008 r., poz. 6629).